# Żony władców Polski
Chronologiczna lista małżonek władców polskich (w latach 1569–1795 także litewskich). Zawiera nie tylko królowe.

## Polska przedrozbiorowa

### Dynastia Piastów
| #  | Imię                              |  | Urodzona               | Zmarła                                   | Czas rządów*     | Rodzice                                           | Żona                                                         | Uwagi                                           |
| -- | --------------------------------- |  | ---------------------- | ---------------------------------------- | ---------------- | ------------------------------------------------- | ------------------------------------------------------------ | ----------------------------------------------- |
| 1  | nieznane z imienia pogańskie żony |  |                        |                                          |                  |                                                   | Mieszka I                                                    |                                                 |
| 2  | Dobrawa                           |  | ok. 930                | 977                                      | 965–977          | Bolesław I Srogi                                  | Mieszka I (pierwsza znana żona)                              |                                                 |
| 3  | Oda Dytrykówna                    |  | ok. 955                | 1023                                     | 978/980–992      | Dytryk von Haldensleben                           | Mieszka I (druga znana żona)                                 |                                                 |
| 4  | NN                                |  |                        |                                          |                  | Rygdag (margrabia Miśni)                          | Bolesława I Chrobrego (pierwsza żona)                        |                                                 |
| 5  | NN (księżniczka węgierska)        |  |                        |                                          |                  |                                                   | Bolesława I Chrobrego (druga żona)                           |                                                 |
| 6  | Emnilda słowiańska                |  | między 970 a 975       | 1016 lub 1017                            | do 1016 lub 1017 | Dobromir                                          | Bolesława I Chrobrego (trzecia żona)                         |                                                 |
| 7  | Oda Miśnieńska                    |  | 996–1002               | po 1018                                  | 1018–ok. 1025    | Ekkehard I Swanhilda Thietmarówna                 | Bolesława I Chrobrego (czwarta żona)                         | według J. Długosza była pierwszą polską królową |
| 8  | Rycheza Lotaryńska                |  | ok. 993                | 21 marca 1063                            | 1025–1034        | Ezzon Matylda Saksońska                           | Mieszka II                                                   | polska królowa                                  |
| 9  | Dobroniega Maria                  |  | 1010–1016              | 13 grudnia 1087                          | ok. 1041–1058    | Włodzimierz I Wielki Anna Porfirogenetka lub NN   | Kazimierza I Odnowiciela                                     |                                                 |
| 10 | Wyszesława Światosławówna         |  |                        |                                          | do 1079          |                                                   | Bolesława II Szczodrego                                      |                                                 |
| 11 | Przecława                         |  |                        |                                          |                  |                                                   | Władysława Hermana (zdaniem części historyków pierwsza żona) | Polka                                           |
| 12 | Judyta Przemyślidka               |  | 1056/1058              | 25 grudnia 1086                          | ok. 1080–1086    | Wratysław II Adelajda Węgierska                   | Władysława Hermana (pierwsza lub druga żona)                 |                                                 |
| 13 | Judyta Maria Szwabska             |  | 1047 lub 1054          | 14 marca po 1105                         | 1087/1091–1102   | Henryk III Salicki Agnieszka z Poitou             | Władysława Hermana (druga lub trzecia żona)                  |                                                 |
| 14 | Zbysława Kijowska                 |  | 1085/1090              | 1114 (?)                                 | 1107–1114 (?)    | Światopełk II Michał                              | Bolesława Krzywoustego (pierwsza żona)                       |                                                 |
| 15 | Salomea z Bergu                   |  | 1093/1101              | 27 lipca 1144 Łęczyca                    | 1115–1138        | Henryk, hrabia Bergu Adelajda z Mochental         | Bolesława Krzywoustego (druga żona)                          |                                                 |
| 16 | Agnieszka Babenberg               |  | ok. 1110               | 24/25 stycznia 1163 Altenburg            | 1138–1146        | Leopold III Święty Agnieszka von Waiblingen       | Władysława II Wygnańca                                       |                                                 |
| 17 | Wierzchosława Nowogrodzka         |  | ok. 1125               | 15 marca po 1160                         | 1146-po 1160     | Wsiewołod Mścisławowicz NN                        | Bolesława Kędzierzawego (pierwsza żona)                      |                                                 |
| 18 | Maria                             |  | ok. 1140               | po 1173                                  | 1160/1165–1173   | Rościsław I Mścisłowicz (?)                       | Bolesława Kędzierzawego (druga żona)                         |                                                 |
| 19 | Elżbieta Węgierska                |  | ok. 1128               | 21 lipca 1150/1154                       |                  | król Węgier                                       | Mieszka III Starego (pierwsza żona)                          |                                                 |
| 20 | Eudoksja                          |  | ok. 1140               | po 1187                                  | 1173–1177        |                                                   | Mieszka III Starego (druga żona)                             |                                                 |
| 21 | Helena Znojemska                  |  | lata 40. XII w.        | 2 kwietnia 1202/1206                     | ok. 1165–1194    | Konrad II Znojemski Maria serbska                 | Kazimierza II Sprawiedliwego                                 |                                                 |
| 22 | Ludmiła                           |  |                        | 20 października po 1210                  | 1210–1211        |                                                   | Mieszka I Plątonogiego                                       |                                                 |
| 23 | Łucja Rugijska                    |  |                        | 12 lutego między 1208 a 1231             | 1202–1206        | Jaromar I Hildegarda                              | Władysława III Laskonogiego                                  |                                                 |
| 24 | Grzymisława                       |  | 8 września 1189 (?)    | 8 listopada 1258 (?)                     | do 1227          | Jarosław Włodzimierzowic (?)                      | Leszka Białego                                               |                                                 |
| 25 | Jadwiga Śląska                    |  | 1178/1180              | 15 października 1243 Trzebnica           | 1231–1238        | Bertold IV Agnieszka von Rochlitz                 | Henryka I Brodatego                                          |                                                 |
| 26 | Anna Przemyślidka                 |  | ok. 1201               | 23 czerwca 1265                          | 1238–1241        | Przemysł Ottokar I Konstancja Węgierska           | Henryka II Pobożnego                                         |                                                 |
| 27 | Jadwiga Anhalcka                  |  |                        | 21 grudnia 1259                          |                  | Henryk I, hrabia Anhalt Irmgarda                  | Bolesława II Rogatki (pierwsza żona)                         |                                                 |
| 28 | Eufemia Samborówna                |  | przed 1245             | między 22 lutego 1296 a 5 lutego 1309    |                  | Sambor II Matylda Meklemburska                    | Bolesława II Rogatki (druga żona)                            |                                                 |
| 29 | Agafia Światosławówna             |  | między 1190 a 1195     | po 31 sierpnia 1247                      | 1241–1243        | Światosław Andrzej Igoriewicz Jarosława Rurykówna | Konrada Mazowieckiego                                        |                                                 |
| 30 | Święta Kinga                      |  | 5 marca 1234 Ostrzyhom | 24 lipca 1292 Stary Sącz                 | do 1279          | Bela IV Maria Laskarina                           | Bolesława Wstydliwego                                        |                                                 |
| 31 | Gryfina Halicka                   |  | ok. 1248               | pomiędzy 1305 a 1309                     | 1279–1288        | Rościsław Michajłowicz Anna Arpadówna             | Leszka Czarnego                                              |                                                 |
| 32 | Konstancja (?)                    |  |                        |                                          |                  | Władysław Opolski Eufemia Odonicówna              | Henryka IV Prawego (pierwsza żona)                           |                                                 |
| 33 | Matylda brandenburska             |  | po 1270                | między 23 czerwca 1290 a 1 kwietnia 1298 | 1288–1290        | Otto V Długi Judyta (Jutta) z Hennebergu          | Henryka IV Prawego (druga żona)                              |                                                 |
| 34 | Ludgarda meklemburska             |  | 1260 lub 1261          | między 11 a 13 grudnia 1283              |                  | Henryk I Pielgrzym Anastazja Barnimówna           | Przemysła II (pierwsza żona)                                 |                                                 |
| 35 | Ryksa szwedzka                    |  | między 1265 a 1270     | między 1289 a początkiem 1293            |                  | Waldemar Birgersson Zofia Duńska                  | Przemysła II (druga żona)                                    |                                                 |
| 36 | Małgorzata Brandenburska          |  | 1270                   | 1315 Ratzeburg                           | 1295–1296        | Albrecht III Matylda Duńska                       | Przemysła II (trzecia żona)                                  | polska królowa                                  |

### Dynastia Przemyślidów
| #  | Imię                      |  | Urodzona                  | Zmarła                    | Czas rządów* | Rodzice                                  | Żona                                                            | Uwagi                        |
| -- | ------------------------- |  | ------------------------- | ------------------------- | ------------ | ---------------------------------------- | --------------------------------------------------------------- | ---------------------------- |
| 37 | Guta von Habsburg         |  | 13 marca 1271 Rheinfelden | 18 czerwca 1297 Praga     | 1291–1297    | Rudolf I Habsburg Gertruda von Hohenberg | Wacława II Czeskiego, jako księcia krakowskiego (pierwsza żona) |                              |
| 38 | Ryksa Elżbieta            |  | 1 września 1288 Poznań    | 19 października 1335 Brno | 1303–1305    | Przemysł II Ryksa Szwedzka               | Wacława II Czeskiego (druga żona)                               | polska królowa               |
| 39 | Wiola Elżbieta Cieszyńska |  | ok. 1291                  | 21 września 1317          | 1305–1306    | Mieszko Cieszyński                       | Wacława III Czeskiego (trzecia żona)                            | niekoronowana królowa Polski |

#### Małżonki tytularnych władców Polski (królowe czeskie)
| # | Imię                  |  | Urodzona               | Zmarła                    | Czas rządów*     | Rodzice                       | Żona                                          | Uwagi                        |
| - | --------------------- |  | ---------------------- | ------------------------- | ---------------- | ----------------------------- | --------------------------------------------- | ---------------------------- |
| – | Anna Przemyślidka     |  | 15 października 1290 ? | 3 września 1313 ?         | 1306 i 1307–1310 | Wacław II Guta von Habsburg   | tytularnego króla Polski Henryka Karyncki,    | niekoronowana królowa Polski |
| – | Ryksa Elżbieta        |  | 1 września 1288 Poznań | 19 października 1335 Brno | 1306–1307        | Przemysł II Ryksa             | tytularnego króla Polski Rudolfa Habsburga    |                              |
| – | Elżbieta Przemyślidka |  | 20 stycznia 1292 Praga | 28 września 1330 Wyszhrad | 1310–1330        | Wacław II Guta von Habsburg   | tytularnego króla Polski Jana Luksemburskiego | niekoronowana królowa Polski |
| – | Beatrice de Bourbon   |  | ok. 1318               | 23 grudnia 1383           | 1334–1335        | Ludwik Burbon Maria d’Avesnes | tytularnego króla Polski Jana Luksemburskiego | niekoronowana królowa Polski |

### Dynastia piastowska
| #  | Imię                     |  | Urodzona             | Zmarła                     | Czas rządów*  | Rodzice                             | Żona                                                   | Uwagi          |
| -- | ------------------------ |  | -------------------- | -------------------------- | ------------- | ----------------------------------- | ------------------------------------------------------ | -------------- |
| 40 | Jadwiga Kaliska          |  | ok. 1266 Kalisz      | 10 grudnia 1339 Stary Sącz | 1320–1333     | Bolesław Pobożny Jolenta Helena     | Władysława I Łokietka                                  | polska królowa |
| 41 | Aldona Anna Giedyminówna |  | ok. 1311–1313        | 25 maja 1339 Kraków        | 1333–1339     | Giedymin Jewna                      | Kazimierza III Wielkiego (pierwsza żona)               | polska królowa |
| 42 | Adelajda Heska           |  | 1324                 | 1371                       | 1341–1368     | Henryk II Żelazny Elżbieta Turyńska | Kazimierza III Wielkiego (druga żona)                  | polska królowa |
| 43 | Krystyna Rokiczana       |  | przed 1330 Praga     | po 1365                    | 1356- po 1365 |                                     | Kazimierza III Wielkiego (trzecia, morganatyczna żona) |                |
| 44 | Jadwiga Żagańska         |  | pomiędzy 1340 a 1350 | 27 marca 1390 Legnica      | 1365–1370     | Henryk V Żelazny Anna Płocka        | Kazimierza III Wielkiego (czwarta żona)                | polska królowa |

### Dynastia andegaweńska
| #  | Imię                |  | Urodzona | Zmarła                 | Czas rządów* | Rodzice                                | Żona                 | Uwagi                         |
| -- | ------------------- |  | -------- | ---------------------- | ------------ | -------------------------------------- | -------------------- | ----------------------------- |
| 45 | Elżbieta Bośniaczka |  | ok. 1340 | styczeń 1387 Nowy Gród | 1370–1384    | Stefan II Kotromanić Elżbieta Kujawska | Ludwika Węgierskiego | niekoronowana królowa Polski, |

### Dynastia Jagiellonów
| #  | Imię                   |  | Urodzona                 | Zmarła                     | Czas rządów* | Rodzice                                    | Żona                                            | Uwagi                                                                                        |
| -- | ---------------------- |  | ------------------------ | -------------------------- | ------------ | ------------------------------------------ | ----------------------------------------------- | -------------------------------------------------------------------------------------------- |
| 46 | Jadwiga Andegaweńska   |  | 3 października 1373 Buda | 17 lipca 1399 Kraków       | 1384–1399    | Ludwik Węgierski Elżbieta Bośniaczka       | Władysława II Jagiełły (od 1386, pierwsza żona) | Król Polski (monarchini panująca)                                                            |
| 47 | Anna Cylejska          |  | 1380/1381                | 20/21 marca 1416 Kraków    | 1402–1416    | Wilhelm Cylejski Anna Kazimierzówna        | Władysława II Jagiełły (druga żona)             | polska królowa                                                                               |
| 48 | Elżbieta Granowska     |  | ok. 1372                 | 12 maja 1420 Kraków        | 1417–1420    | Otton Pilecki Jadwiga Melsztyńska          | Władysława II Jagiełły (trzecia żona)           | polska królowa                                                                               |
| 49 | Zofia Holszańska       |  | ok. 1405                 | 21 września 1461 Kraków    | 1424–1434    | Andrzej Holszański Aleksandra Drucka       | Władysława II Jagiełły (czwarta żona)           | polska królowa                                                                               |
| 50 | Elżbieta Rakuszanka    |  | 1436/1437                | 30 sierpnia 1505 Kraków    | 1454–1492    | Albrecht II Habsburg Elżbieta Luksemburska | Kazimierza Jagiellończyka                       | polska królowa                                                                               |
| 51 | Helena Rurykowiczówna  |  | 19 maja 1476 Moskwa      | 20 stycznia 1513 Wilno     | 1501–1506    | Iwan III Srogi Zofia Paleolog              | Aleksandra Jagiellończyka                       | niekoronowana królowa Polski, nie była koronowana ze względu na swoje wyznanie – prawosławie |
| 52 | Barbara Zápolya        |  | między 1490 a 1496       | 2 października 1515 Kraków | 1512–1515    | Stefan Zápolya Jadwiga Cieszyńska          | Zygmunta I Starego (pierwsza żona)              | polska królowa                                                                               |
| 53 | Bona Sforza            |  | 2 lutego 1494 Vigevano   | 19 listopada 1557 Bari     | 1518–1557    | Gian Galeazzo Sforza Izabela Aragońska     | Zygmunta I Starego (druga żona)                 | polska królowa                                                                               |
| 54 | Elżbieta Habsburżanka  |  | 9 lipca 1526 Linz        | 15 czerwca 1545 Wilno      | 1543–1545    | Ferdynand I Habsburg Anna Jagiellonka      | Zygmunta II Augusta (pierwsza żona)             | polska królowa                                                                               |
| 55 | Barbara Radziwiłłówna  |  | 6 grudnia 1520 Wilno     | 8 maja 1551 Kraków         | 1550–1551    | Jerzy Radziwiłł Barbara Kolanka            | Zygmunta II Augusta (druga żona)                | polska królowa                                                                               |
| 56 | Katarzyna Habsburżanka |  | 15 września 1533 Wiedeń  | 28 lutego 1572 Linz        | 1553–1572    | Ferdynand I Habsburg Anna Jagiellonka      | Zygmunta II Augusta (trzecia żona)              | polska królowa                                                                               |

### Małżonki królów elekcyjnych
| #  | Imię                              |   | Urodzona                    | Zmarła                    | Czas rządów*          | Rodzice                                                      | Żona                                                           | Uwagi                                      |
| -- | --------------------------------- | - | --------------------------- | ------------------------- | --------------------- | ------------------------------------------------------------ | -------------------------------------------------------------- | ------------------------------------------ |
| 57 | Anna Jagiellonka                  |   | 18 października 1523 Kraków | 9 września 1596 Warszawa  | 1575–1586/1596        | Zygmunt I Stary Bona Sforza                                  | Stefana Batorego                                               | król Polski (monarchini panująca)          |
| 58 | Anna Habsburżanka                 |   | 16 sierpnia 1573 Graz       | 10 lutego 1598 Warszawa   | 1592–1598             | Karol Styryjski Maria Anna Bawarska                          | Zygmunta III Wazy (pierwsza żona)                              | polska królowa                             |
| 59 | Konstancja Habsburżanka           |   | 24 grudnia 1588 Graz        | 10 lipca 1631 Warszawa    | 1605–1631             | Karol Styryjski Maria Anna Bawarska                          | Zygmunta III Wazy (druga żona)                                 | polska królowa                             |
| 60 | Cecylia Renata Habsburżanka       |   | 16 lipca 1611 Graz          | 24 marca 1644 Wilno       | 1637–1644             | Ferdynand II Habsburg Maria Anna Wittelsbach                 | Władysława IV Wazy (pierwsza żona)                             | polska królowa                             |
| 61 | Ludwika Maria Gonzaga             |   | 18 sierpnia 1611 Nevers     | 10 maja 1667 Warszawa     | 1646–1648 i 1649–1667 | Karol I Gonzaga Katarzyna de Guise                           | 1. Władysława IV Wazy (druga żona); 2. Jana II Kazimierza Wazy | polska królowa                             |
| 62 | Eleonora Habsburżanka             |   | 31 maja 1653 Wiedeń         | 17 grudnia 1697 Innsbruck | 1670–1673             | Ferdynand III Habsburg Eleonora Gonzaga                      | Michała Korybuta Wiśniowieckiego                               | polska królowa                             |
| 63 | Maria Kazimiera d’Arquien         |   | 28 czerwca 1641 Nevers      | 30 stycznia 1716 Blois    | 1676–1696             | Henryk Albert de la Grange d’Arquien Franciszka de la Châtre | Jana III Sobieskiego                                           | polska królowa                             |
| 64 | Krystyna Eberhardyna Hohenzollern |   | 29 grudnia 1671 Bayreuth    | 5 września 1727 Pretzsch  | 1697–1727             | Krystian Ernest Zofia Luiza Wirtemberska                     | Augusta II Mocnego                                             | niekoronowana królowa Polski               |
| 65 | Katarzyna Opalińska               |   | 13 października 1680 Poznań | 19 marca 1747 Lunéville   | 1705–1708             | Jan Karol Opaliński Zofia Anna Czarnkowska                   | Stanisława Leszczyńskiego                                      | polska królowa                             |
| 66 | Maria Józefa Habsburżanka         |   | 8 grudnia 1699 Wiedeń       | 17 listopada 1757 Drezno  | 1734–1757             | Józef I Habsburg Wilhelmina Amalia Brunszwicka               | Augusta III Sasa                                               | ostatnia królowa w pełni suwerennej Polski |
| 67 | Elżbieta Grabowska                | - | 1748                        | 28 maja 1810 Warszawa     | -                     | Teodor Kajetan Szydłowski                                    | Stanisława Augusta Poniatowskiiego                             | domniemana morgantyczna żona               |

## Księstwo Warszawskie

### Wettynowie
| # | Imię               |  | Urodzona              | Zmarła                   | Czas rządów* | Rodzice                                                  | Żona                   | Uwagi |
| - | ------------------ |  | --------------------- | ------------------------ | ------------ | -------------------------------------------------------- | ---------------------- | ----- |
| 1 | Amalia Wittelsbach |  | 10 maja 1752 Mannheim | 15 listopada 1828 Drezno | 1807–1815    | Fryderyk Michał Wittelsbach Maria Franciszka Wittelsbach | żona Fryderyka Augusta |       |

## Królestwo Polskie (kongresowe)

### Dynastia Romanowów
| # | Imię                  |  | Urodzona                           | Zmarła                           | Czas rządów*   | Rodzice                                                 | Żona                | Uwagi                                            |
| - | --------------------- |  | ---------------------------------- | -------------------------------- | -------------- | ------------------------------------------------------- | ------------------- | ------------------------------------------------ |
| 1 | Elżbieta Aleksiejewna |  | 24 stycznia 1779 Karlsruhe         | 16 maja 1826 Bielow              | 1815–1825      | Karol Ludwik Badeński Amalia Fryderyka Hessen-Darmstadt | żona Aleksandra I   |                                                  |
| 2 | Aleksandra Fiodorowna |  | 13 lipca 1798 pałac Charlottenburg | 1 listopada 1860 Carskie Sioło   | 1825–1831/1855 | Fryderyk Wilhelm III Luiza Pruska                       | żona Mikołaja I     | mimo detronizacji męża używała tytułu do 1855 r. |
| 3 | Maria Aleksandrowna   |  | 8 sierpnia 1824 Darmstadt          | 3 czerwca 1880 Petersburg        | 1841–1880      | Ludwik II Heski Wilhelmina Badeńska                     | żona Aleksandra II  | Królowa Polski w latach 1855–1880                |
| 4 | Maria Fiodorowna      |  | 26 listopada 1847 Kopenhaga        | 13 października 1928 Klampenborg | 1866–1928      | Chrystian IX Duński Luiza Hessen-Kassel                 | żona Aleksandra III | Królowa Polski w latach 1881–1894                |
| 5 | Aleksandra Fiodorowna |  | 6 czerwca 1872 Darmstadt           | 17 lipca 1918 Jekaterynburg      | 1894–1917      | Ludwik IV Heski Alicja Koburg                           | żona Mikołaja II    | Królowa Polski w latach 1894–1917                |